# Enrico Ghezzi

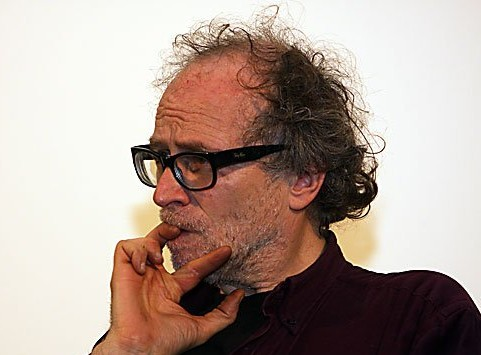
Enrico Ghezzi

Enrico Ghezzi (* 26. Juni 1952 in Lovere) ist ein italienischer Filmkritiker, Autor und Fernsehmoderator.

## Leben
Ghezzi betätigte sich als Filmamateur und war 1975 an der Gründung der ersten privaten Radiostation in Genua, wohin er in seiner Jugend gezogen war, beteiligt. 1979 begann er bei der RAI, wo er viele Programmreihen betreute und, wie Fuori Orario auf RAITre, auch moderierte.
Gelegentlich wurde Ghezzi, der regelmäßig auch als Autor in Erscheinung tritt, als Schauspieler verpflichtet. 1988 war er als Regisseur mit einer Episode am Film Gelosi e tranquilli beteiligt. Als künstlerischer Leiter des Taormina Film Fest wirkte er von 1991 bis 1998, später des Festivals Il vento del cinema.